# Чильида, Эдуардо
Эдуа́рдо Чильи́да (исп. Eduardo Chillida Juantegui; 10 января 1924, Сан-Себастьян — 19 августа 2002, Сан-Себастьян) — испанский скульптор, график, художник книги.

## Биография
Эдуардо Чильида родился и вырос в Стране Басков. Он вырос рядом с отелем Биарриц, который принадлежал его бабушке и дедушке. В юности увлекался футболом, был вратарём клуба «Реал Сосьедад» в 1942—1943 годах, но после серьёзной травмы колена был вынужден оставить спорт. В 1943—1947 годах изучал архитектуру в Мадриде. В 1948—1951 годах проживал в Париже, где открыл свою первую студию, изучал архаическую греческую пластику и начал заниматься скульптурой, познакомился с Бранкузи, Джакометти, на его работы обратил внимание Гастон Башляр. В 1950 году Чильида женился на Пилар Белзунсе. В 1959 году вернулся в Сан-Себастьян, где умер в своем доме в возрасте 78 лет.

## Творчество
Монументальные абстрактные композиции, чаще всего — из железа, сочетаются у Чильиды с графикой, газетными коллажами, он иллюстрировал книги Андре Френо, Чорана и др.

## Чильида Леку
В начале 1980-х годов, в Эрнани, близ Сан-Себастьяна, Чильида и его жена покупают баскскую ферму со строениями шестнадцатого века и прилегающие к ней земли, чтобы создать постоянное место для демонстрации своих работ в естественной среде. Музей по открытым небом, где посетители могли бродить среди скульптур, был открыт в 1990-х годах и получил название «Чильида Леку» (на баскском языке леку означает «место»). Могила Чильиды также находится в этом парке.
В 2011 году музей был закрыт, но вновь открылся в 2019 году при поддержке Hauser & Wirth, швейцарской галереи современного искусства.

## Признание
Чильида — почётный член многих европейских художественных академий, он представлял Испанию на Венецианской Биеннале 1958, удостоен премии Кандинского (1960), премии Карнеги (1964), премии Вильгельма Лембрука и земли Северный Рейн — Вестфалия (1966), премии Вольфа (1984/5), премии Принца Астурийского (1987) и Императорской Премии Японии (1991). 

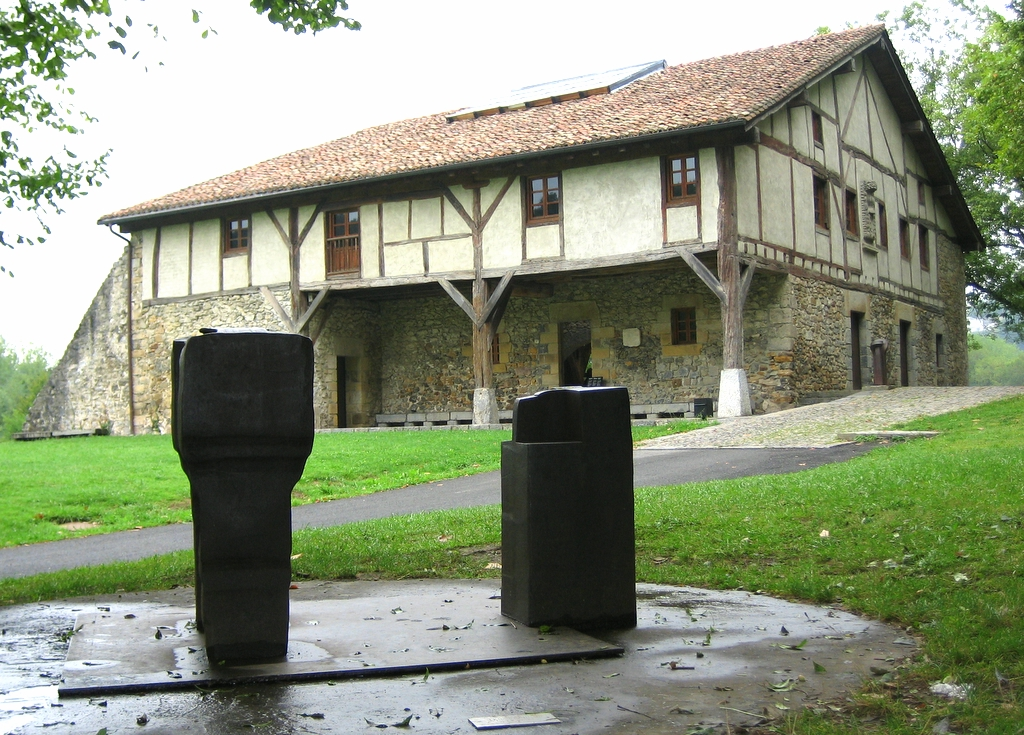
Дом в Чильида Леку.                                                                        Эрнани (Гипускоа).
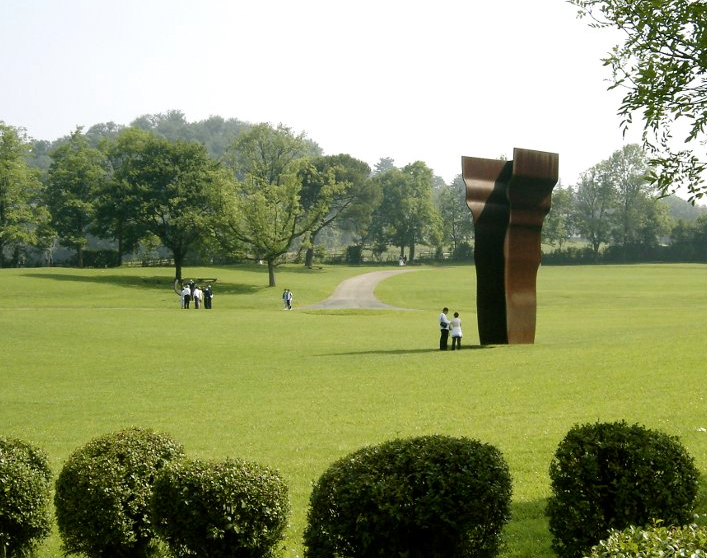
В поисках света (Buscando la luz).                                                    музей Чильида Леку
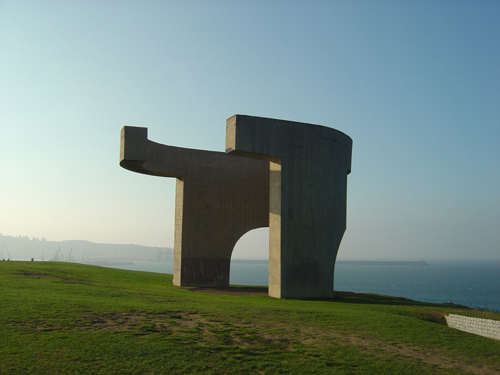
Хвала горизонту.                                                                             Хихон, Испания
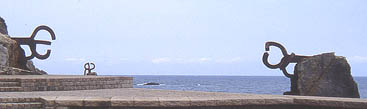
Гребень ветров (Peine vientos).                                                        Сан-Себастьян, Испания
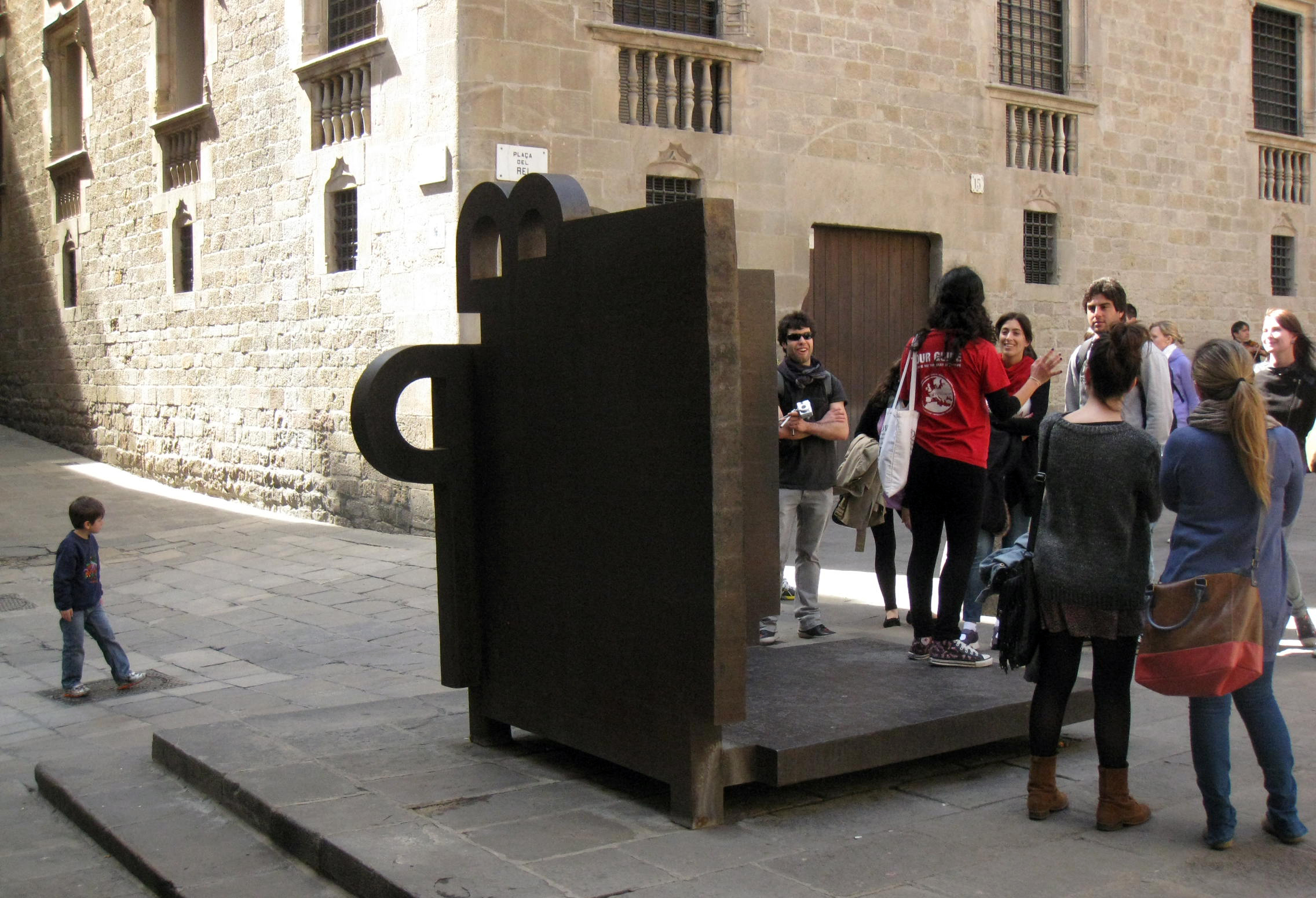
Топос V